# Мали Шариш
Мали Шариш (слч. Malý Šariš) насељено је мјесто са административним статусом сеоске општине (слч. obec) у округу Прешов, у Прешовском крају, Словачка Република.

## Географија
Насеље се налази око 4 км западно од Прешова, поред ауто-пута D1, који повезује исток земље са главним градом.

## Становништво
| Година:    | 1994. | 2004.   | 2014.    | 2024.    |
| ---------- | ----- | ------- | -------- | -------- |
| Број људи: | 1297  | 1363    | 1593     | 1903     |
| Разлика:   |       | +5,08 % | +16,87 % | +19,46 % |

| Година:    | 2023. | 2024.   |
| ---------- | ----- | ------- |
| Број људи: | 1883  | 1903    |
| Разлика:   |       | +1,06 % |

Према подацима о броју становника из 2024. године насеље је имало 1903 становника.
Етнички састав по попису из 2001. године:
- Словаци - 97,7%,
- Украјинци - 1,07%
- Чеси - 0,38%.

Вјерски састав по попису из 2001. године:
- римокатолици - 83,19%,
- евангелисти - 10,74%,
- гркокатолици - 3,15%,
- православци - 0,92%.

## Галерија
- Улаз у насеље
- Мали Шариш
- Поглед на Мали Шариш
- Мјесна канцеларија
- Римокатоличка црква
- Ауто-пут D1